# Giờ ở Nga
Ở Nga có 9 múi giờ, từ UTC+3 tới UTC+12.
Các múi giờ ở Nga như sau:
|  | Tên múi giờ       | Viết tắt (Giờ chuẩn/Giờ mùa hè) | Chênh lệch (Giờ chuẩn) | Bao gồm các vùng |
|  | ----------------- | ------------------------------- | ---------------------- | --- |
|  | Giờ Kaliningrad   | USZ1                            | UTC+2                  | Kaliningrad (tỉnh) |
|  | Giờ Moskva        | MSK                             | UTC+3                  | Phần lớn lãnh thổ của Nga ở châu Âu |
|  | Giờ Samara        | SMRT                            | UTC+4                  | Tỉnh Astrakhan, Tỉnh Samara, Tỉnh Saratov, Udmurtia, Tỉnh Ulyanovsk                                                                             |
|  | Giờ Yekaterinburg | YEKT                            | UTC+5                  | Bashkortostan, Chelyabinsk (tỉnh), Khantia-Mansia, Kurgan (tỉnh), Orenburg (tỉnh), Vùng Perm Krai, Sverdlovsk (tỉnh), Tyumen (tỉnh), và Yamalia |
|  | Giờ Omsk          | OMST                            | UTC+6                  | Vùng Altai, Cộng hòa Altai, Novosibirsk (tỉnh), Omsk (tỉnh) và Tomsk (tỉnh)                                                                     |
|  | Giờ Krasnoyarsk   | KRAT                            | UTC+7                  | Kemerovo (tỉnh), Khakassia, Vùng Krasnoyarsk và Tuva                                                                                            |
|  | Giờ Irkutsk       | IRKT                            | UTC+8                  | Buryatia và Irkutsk (tỉnh) |
|  | Giờ Yakutsk       | YAKT                            | UTC+9                  | Amur (tỉnh), miền Tây Cộng hòa Sakha và Vùng Zabaykalsky                                                                                        |
|  | Giờ Vladivostok   | VLAT                            | UTC+10                 | Tỉnh tự trị Do Thái, Vùng Khabarovsk, Vùng Primorsky, miền trung Cộng hòa Sakha và Sakhalin                                                     |
|  | Giờ Magadan       | MAGT                            | UTC+11                 | Magadan (tỉnh), miền đông Cộng hòa Sakha, Quần đảo Kuril                                                                                        |
|  | Giờ Kamchatka     | KAMT                            | UTC+12                 | Chukotka và Vùng Kamchatka |

Trước đây, Nga có 11 múi giờ. Tháng 9 năm 2009, Tổng thống Medvedev nêu ý kiến cần giảm số múi giờ xuống còn 9. Từ ngày 28 tháng 3 năm 2010, Nga chính thức chỉ còn 9 múi giờ như hiện nay.